# Riquet à la houppe (film, 1908)
 (juillet 2025).
Pour les articles homonymes, voir Riquet à la houppe.
Pour plus de détails, voir Fiche technique et Distribution.
Riquet à la houppe est un film muet français réalisé par Albert Capellani, sorti en 1908.

## Fiche technique
- Titre : Riquet à la houppe
- Réalisation : Albert Capellani
- Scénario : d'après le conte de Charles Perrault
- Société(s) de production : Pathé Frères
- Société(s) de distribution : Pathé Frères
- Pays d'origine :  France,  États-Unis
- Langue : film muet avec les intertitres  en français
- Format : Noir et blanc — 35 mm — 1,33:1 — Muet
- Métrage : 290 mètres (1 bobine)
- Genre : Comédie, Film fantastique
- Durée : 10 minutes
- Dates de sortie :
  -  France : 1908

## Distribution
- Georges Monca : Le roi